# 木材腐朽菌

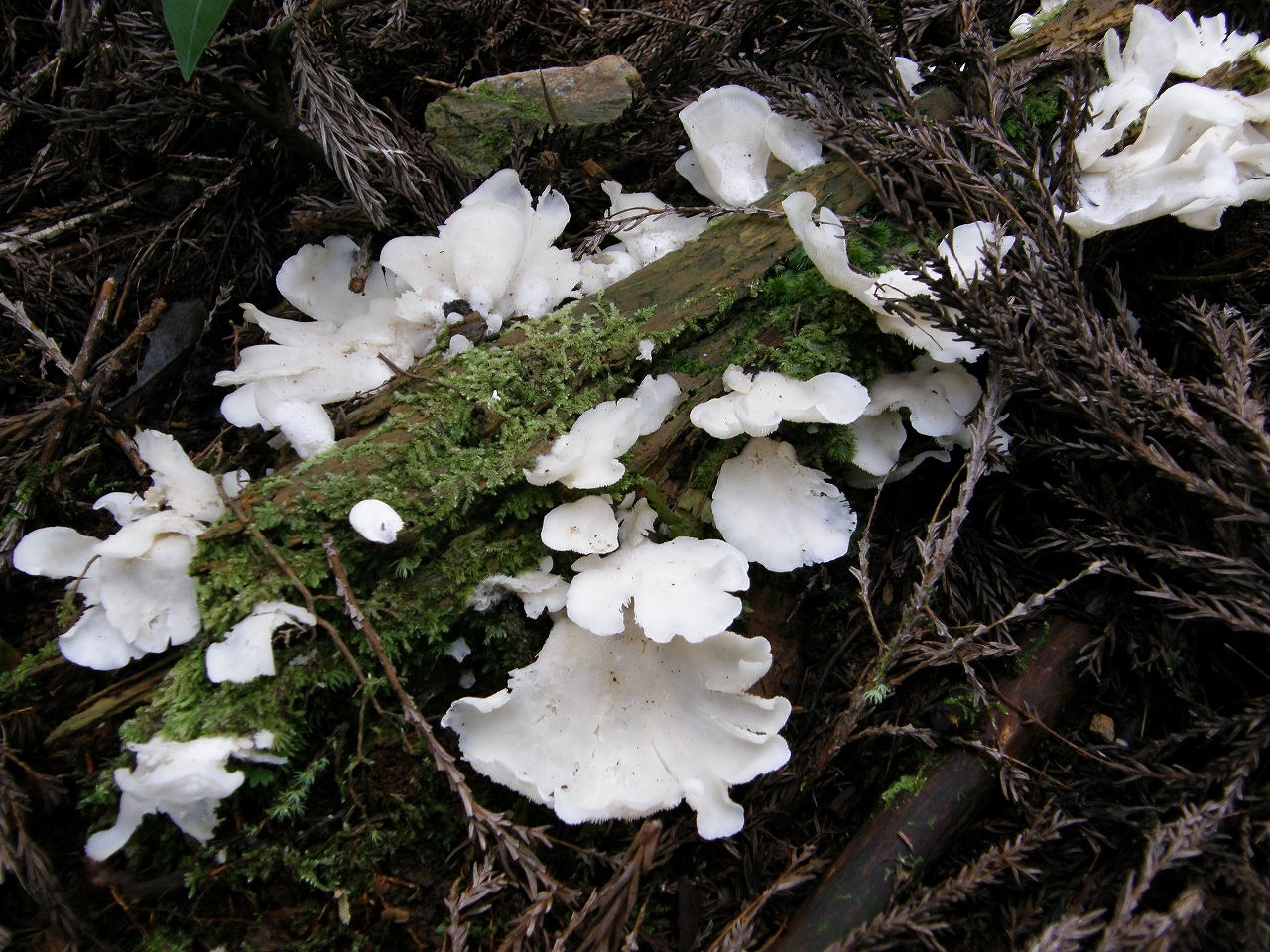
木材腐朽菌の一つであるスギヒラタケ

木材腐朽菌（もくざいふきゅうきん）とは、木材を腐朽（腐食による劣化）させる腐生菌のうち、特に、木材に含まれる難分解性のリグニン、セルロース、ヘミセルロースを分解する能力を持つもの。特にリグニンを分解する生物は、事実上この菌類のみに限られている（白色腐朽菌）。

## 概要
木材の腐朽の過程は、台風等による枝折れや昆虫や齧歯類のかじり跡により樹皮が傷付き、そこに第一次寄生菌と呼ばれるカビの胞子が付き、でんぷんや糖質、その他の炭水化物を栄養源として繁殖する。
次に第二次寄生菌として、木材に含まれる難分解性のリグニン、セルロース、ヘミセルロースを分解する能力を持つ担子菌や子嚢菌、不完全菌である木材腐朽菌が木材基質を分解し、その分解生成物もバクテリアにより最終的に無機化される。セルロース、ヘミセルロースはシロアリの食料ともなっている。
木材腐朽菌の分類は、
- 白色腐朽菌：木材を白く変色させる。一般に存在する木材腐朽菌の90％以上が白色腐朽菌であるといわれている。
- 褐色腐朽菌：木材を褐色に変色させる。
- 軟腐朽菌：白色腐朽菌や褐色腐朽菌が腐朽できないような、高含水率の木材の表面に軟化現象を起こさせる。

### 木材腐朽菌の繁殖条件
木材腐朽菌の繁殖条件は、適度の水分、温度、酸素、栄養分であり、湿度85％以上、木材含水率が20%以上、温度は20 - 30℃、高温多湿の環境を好み、酸素を必要とし、栄養分は木材に含まれるリグニン、セルロース、ヘミセルロースである。
木材含水率の定義
木材に含まれる水分重量(g) ÷ 絶乾木材の重量(g) × 100%
- 100%を超える場合もある。

絶乾木材
換気のよい乾燥器の中で温度100 - 105℃で乾燥し、一定の重さを示すようになったもの。

### 木材腐朽菌による被害と防止対策
住宅や構造物の材料である木材は、腐朽により外見や強度が劣化し、木材の乾燥重量が腐朽により健全な状態の50％以下になると、木材の強度は見込めない。
木材腐朽菌による被害は、床下、浴室や台所などの湿気の多い場所に多いが、ナミダタケのように、土中に菌糸束を伸ばし、土中の水分を吸い上げ、木材を湿らせながら腐朽させる菌類も存在する。
また、セルロース等の分解生成物には、シロアリの誘引作用があり、木材の腐朽している部分は、シロアリの被害を受ける可能性が高くなるといわれている。
このため、木材の腐朽防止には種々の対策が講じられている。
木材の腐朽防止には、生育条件である水分、温度、酸素、栄養分を調整することや、防腐処理を行う方法がある。
その中で、温度および酸素については、人間が生活するため調整が困難であり、腐朽防止には、水分管理（湿度および木材含水率）で乾燥状態を保つことが重要であり、一般的には、木材含水率30%以下の乾燥した木材を使用することや、特に被害を受けやすい床下部分の換気を行うため床下換気口の設置などが有効とされている。
また、木材腐朽菌の栄養分となりやすい、木屑や紙片などを放置しないことも良いとされる。
防腐処理は、防腐薬剤を木材表面に直接塗布する方法もあるが、工場で加圧注入により木材の内部まで防腐薬剤を浸透する方法が優れているとされる。
構造用製材のJAS規格では、以下の防腐薬剤（JAS規格では、防腐効果と防蟻効果を有するものとして、保存処理薬剤と呼ぶ。）を規定している。
防腐効果を期待し、ペンキを塗ることもあるが、褐色腐朽菌にある程度の効果があるが、白色腐朽菌にはあまり効果が無いとされる。
樹種により、腐朽に対する耐久力の差があり、ヒノキ、ベイスギなどは比較的耐久力が強く、アカマツ、ブナなどは耐久力が弱いとされる。

#### 樹種による耐久力の比較
| 強い - ヒノキ - コウヤマキ - サワラ - ヒバ - クリ - ケヤキ - ベイスギ | 中間 - スギ - カラマツ - ミズナラ - ベイマツ | 弱い - アカマツ - クロマツ - ツガ - ブナ - ベイツガ - スプルース |

#### 防腐薬剤の例
- クレオソート油
- アルキルアンモニウム化合物
- 銅・アルキルアンモニウム化合物
- クロム・銅・ヒ素化合物
- ナフテン酸銅
- ナフテン酸亜鉛

## 白色腐朽菌
白色腐朽菌（はくしょくふきゅうきん）は木材中のリグニンを分解する能力を持ち、リグニンが分解された後に残留する。分解されなかったセルロース、ヘミセルロースが残り、その色である白色に木材を変色させることになり、白色腐朽菌と呼ばれる。
白色腐朽菌は担子菌であり、セルロースとリグニンを同時に分解する非選択的白色腐朽菌と、セルロースはあまり分解せずリグニンを優先的に分解する選択的白色腐朽菌に分けられる。
白色腐朽菌は、褐色腐朽菌や軟腐朽菌に比べ寒さや直射日光に強く、乾湿の繰り返しの激しいところや寒暖差の大きなところなど環境の変化が激しいところでも生育するものが多い。
また、サクラやケヤキ、ブナなどの広葉樹を好んで腐朽させるものが多い。

### 白色腐朽菌の利用
シイタケ、ナメコ、エノキタケ、ヒラタケ、マイタケ、タモギタケのように食用キノコで、白色腐朽菌に分類されるものも多い。
堆肥化の最終段階（熟成段階）では、白色腐朽菌によるリグニンの分解で腐植酸が生成され、土壌改良力が向上する。
クワガタムシの飼料として、木材粉砕物と栄養添加物を混合してビンに詰め、水蒸気で高温高圧滅菌して、その中で白色腐朽菌を主とするキノコの菌糸を純粋培養した、いわゆる菌糸ビンが市販されている。

### 白色腐朽菌の利用研究
日本国内における木材の利用は6割ほどが建築材料用であるが、残りは製紙用や再生セルロース繊維の原料となっており、その製造過程で、リグニンを主とする着色成分を高温の化学反応により分解除去している。その際、多量のエネルギーと処理薬剤を投入する必要があり、また、着色成分は強力な化学反応で可溶化された後に廃棄物とされ環境汚染の原因となりうる。そのため、白色腐朽菌の持つリグニン分解能力を利用し、省エネルギー化や処理薬剤の削減、廃棄物の減量、リグニンの分解生成物から機能性材料を得ようとするなどの研究が行われている。
また、白色腐朽菌の持つ、リグニンを分解する酵素群（リグニンペルオキシダーゼ、マンガンペルオキシダーゼ、ラッカーゼなど）は強力な酸化力をもち、基質特異性が低いことから、ダイオキシン類などの難分解性化合物を分解することが報告されていて、微生物を用いて汚染された土壌や水環境を修復するバイオレメディエーションに利用しようとする研究が世界中で盛んに行われている。

### 進化上のリグニン分解能力の獲得
白色腐朽菌は、地球上で唯一木材を完全分解できる生物で、特徴であるリグニン分解能を獲得したのは古生代石炭紀末期頃（約2億9千万年前）であると分子時計から推定された。石炭紀末期からペルム紀にかけて起こった有機炭素貯蔵量（石炭の元）の急激な減少も、白色腐朽菌のリグニン分解能力の獲得によるものと考えられている。

### 白色腐朽菌の例

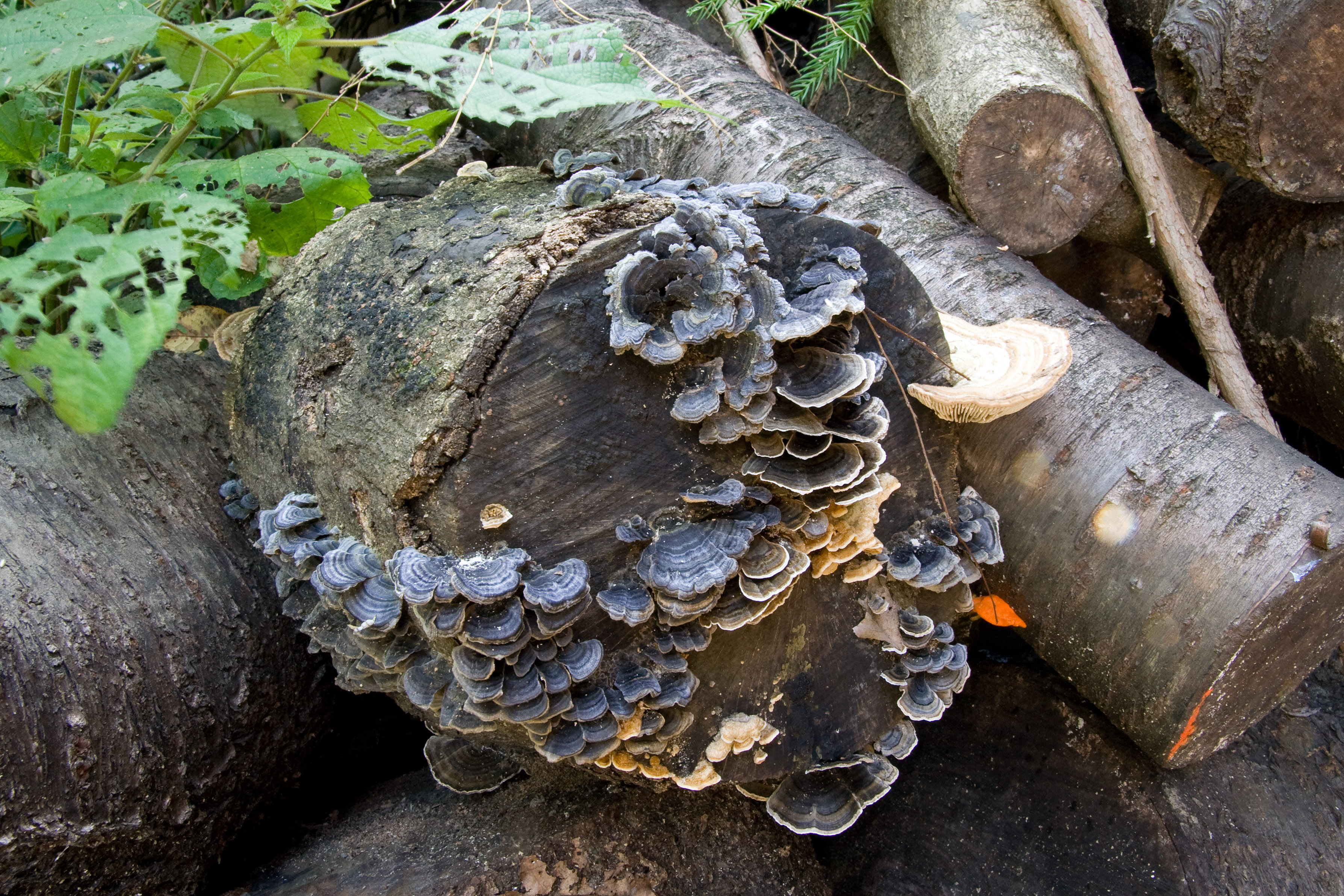
サクラに発生した複数の白色腐朽菌
黒：カワラタケ、白：カイガラタケ、赤：ヒイロタケ

- シイタケ
- ナメコ
- エノキタケ
- ヒラタケ
- スギヒラタケ
- マイタケ
- タモギタケ
- スエヒロタケ
- カワラタケ
- シュタケ
- ホシゲタケ
- ヒイロタケ
- ベッコウタケ[5]

## 褐色腐朽菌
褐色腐朽菌（かっしょくふきゅうきん）は、木材中のセルロースやヘミセルロースを分解する能力を持ち、分解により木材の色が褐色に変化することから褐色腐朽菌と呼ばれる。この褐色は分解されずに残ったリグニンの色である。担子菌であり、多湿、風通しや日当たりの悪いところを好む。
セルロースを酵素的に分解し、最終的に水を作り、それにより木材水分を調整して、繁殖条件を整えるのに役立てている。また、水分量が過剰なときは、菌糸の先端に水滴を溜めることからナミダタケ（涙菌）と呼ばれるものもある。
また、杉などの針葉樹を好んで腐朽させるものが多い。

### 褐色腐朽菌の例
- オオウズラタケ
- サルノコシカケ
- ナミダタケ
- マツオウジ
- チョークアナタケ
- キカイガラタケ
- イチョウタケ
- イドタケ

## 軟腐朽菌
木材含水率100%以上の木材を好み、白色腐朽菌や褐色腐朽菌が腐朽できないような高含水率の木材の表面に軟化現象（軟腐朽）を起こさせるものを軟腐朽菌といい、ケトミウムやトリコデルマなどの、子のう菌や不完全菌の仲間である。
アルカリ（pH8 - 10）や、高温（38℃くらいまで生育できる）に強いといわれる。
主として、ヘミセルロースを分解して栄養源とするが、リグニンやセルロースを分解するものもある。
分解力は弱く、菌糸体の近傍のみ分解が進み、軟腐朽菌による腐朽を受けた木材は、どす黒く焦げたように見え、表面は柔らかく変化する。その後、乾燥すると多数のひび割れを生じ、それが脱落することで、木材内部に腐朽が進む。

## 腐生植物との関係
種子植物のうち光合成で自活する能力がないもので、腐生植物と呼ばれるものには、根などの地下部に木材腐朽菌の菌糸を呼び込み、そこから栄養素を得て生活するものがある。